# Grudna (powiat obornicki)
Grudna – wieś w Polsce położona w województwie wielkopolskim, w powiecie obornickim, w gminie Rogoźno.
W latach 1975–1998 miejscowość należała administracyjnie do województwa pilskiego.
Zobacz też: Grudna, Grudna Dolna, Grudna Górna, Grudna Kępska